# Saint-Launeuc
Saint-Launeuc (bret. Sant-Laoueneg) – miejscowość i gmina we Francji, w regionie Bretania, w departamencie Côtes-d’Armor.
Według danych na rok 1990 gminę zamieszkiwało 180 osób, a gęstość zaludnienia wynosiła 16 osób/km² (wśród 1269 gmin Bretanii Saint-Launeuc plasuje się na 1002. miejscu pod względem liczby ludności, natomiast pod względem powierzchni na miejscu 794.).